# ネモ (犬)
ネモ（Nemo、2015年生まれ）は、オスの雑種犬（ラブラドール・レトリバーとグリフォン）であり、フランスの大統領エマニュエル・マクロンとその妻ブリジット・マクロンに飼われている。

## 出自
ネモは、2015年にチュールにて生まれ、マリーン（Marin）と名付けられた。
その後、彼はパリ近郊にあるSociété protectrice des animaux (SPA)という保護団体が運営するシェルターに保護されていた 。
2017年8月はじめ、ブリジット・マクロンが犬を飼うためにセンターを訪れ、スタッフは当時マリーンと呼ばれていたラブラドール・レトリバーとグリフォンの雑種犬に目を止める。
2017年8月27日、夏休みを終えたマクロン夫妻が再びこのセンターを訪れ、マリーンを引き取る。そして、エマニュエル・マクロンは、愛読書である『海底二万里』のネモ船長にちなみ、この犬にネモと名付けた。
2017年8月28日より、ネモは大統領官邸であるエリゼ宮殿に大統領夫妻とともに住んでいる。またマクロン家に来た当日、主とともにチャドの大統領イドリス・デビを出迎えている。
2020年のクリスマスには、捨てられたペットの里親を呼びかける動画に出演した。